# Bugula neritina
Bugula neritina (Linnaeus, 1758), conhecida também como briozoário marrom,  é um complexo de espécie crípticas de animais marinhos coloniais pertencente ao filo Bryozoa. B. neritina tem uma distribuição praticamente cosmopolita, sendo encontrada em águas temperadas e tropicais ao redor do mundo, fazendo-se uma espécie invasora em inúmeros locais. É frequentemente encontrada em substratos duros, como rochas, conchas, pilares e cascos de navios, onde podem formar tapetes densos, contribuindo para a bioincrustação.  B. neritina é de interesse do ponto de vista biomédico, pois abriga um simbionte bacteriano que produz um grupo de compostos bioativos com potenciais aplicações no tratamento de inúmeras doenças.

## Classificação e características gerais

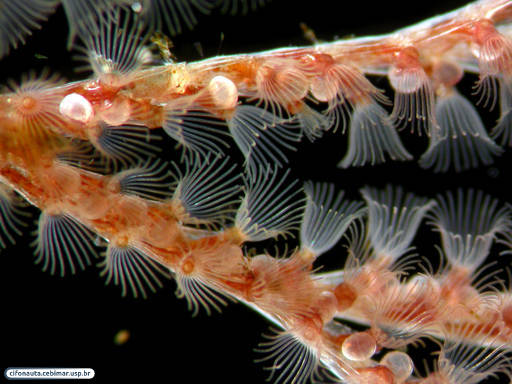
Lofóforos da Bugula neritina

A espécie Bugula neritina está inserida no clado Lophophorata devido à presença de um lofóforo, estrutura alimentar que é a sinapomorfia característica do grupo. Filo Bryozoa, classe Gymnolaemata e ordem Cheilostomatida, pois a parede externa é calcificada. Pertencem à família Bugulidae e ao gênero Bugula.
B. neritina forma colônias incrustantes de coloração marrom-arroxeada, alimenta-se de partículas em suspensão por ser um animal séssil. Além disso, seus zoóides (indivíduos que compõem a colônia) são brancos, com canto externo pontiagudo e se diferencia das demais espécies do gênero por não apresentar os zoóides: aviculária e espinhos.
Em seu ciclo de vida, um zoóide é originado por reprodução sexuada e desenvolve a colônia por brotamento, a fixação é feita o ano todo, com exceção do período do meio do inverno, pela larva lecitotrófica. É válido ressaltar que B. neritina é hermafrodita.

## Distribuição e hábitos de vida
A espécie Bugula neritina, um dos primeiros briozoários a ser descoberto e considerado como espécie-tipo do gênero Bugula,  são animais coloniais e marinhos, com ampla distribuição geográfica. Na verdade, são considerados um complexo de três espécies crípticas, morfologicamente iguais, mas com algumas diferenças genéticas, sendo o haplótipo S1 o mais distribuído. 
São praticamente cosmopolitas e, em muitas regiões, invasoras, uma vez que podem ser encontradas em quase todo o globo, com exceção dos polos norte e polo sul, subártico e subantártico,  estando comumente presentes nas regiões costeiras do Pacífico Norte. e Atlântico Norte; na Austrália, Nova Zelândia, Estados Unidos e Havaí, Mar Mediterrâneo e até no Brasil.  Esses animais têm preferência por águas rasas e mornas, entre 10-30ºC,  sendo encontrados em áreas portuárias e em cascos de navios,  o que facilitou sua dispersão e introdução em novas regiões.  B. neritina forma colônias bioincrustantes de aproximadamente 10 centímetros de altura,  preferindo substratos orgânicos e rígidos.  As colônias tendem a viver mais de um ano, e seus zoóides são hermafroditas, com dispersão dos gametas em diferentes épocas da vida, evitando a autofecundação. 
O aspecto invasor desta espécie decorre, além da dispersão das colônias em cascos de navios, pelo fato de possuírem alta tolerância a ambientes tóxicos, inclusive poluição por cobre,   o que confere uma vantagem competitiva para a B. neritina em ambientes poluídos.

## Briostatinas

Estrutura química da Briostatina 1ACS

Bugula neritina é interessante do ponto de vista da descoberta de medicamentos porque seu simbionte bacteriano, Candidatus Endobugula sertula,  produz as briostatinas, um grupo de cerca de vinte produtos naturais bioativos. As briostatinas estão sob investigação por seu potencial terapêutico direcionado à imunoterapia do câncer,   tratamento da doença de Alzheimer   e erradicação do HIV/AIDS,  devido à sua baixa toxicidade e atividade antineoplásica. 
Apesar disso, há um desafio na utilização das briostatinas em tratamentos médicos, visto que ela é encontrada apenas em pequenas quantidades no organismo, inviabilizando a replicação do processo.  Além disso, a relação simbiótica de B. neritina e a bactéria Candidatus Endobugula sertula ainda não foi suficientemente pesquisada, trazendo dificuldades para a biossintética no estudo sobre o cultivo desta bactéria. 